# Cizre
Cizre là một huyện thuộc tỉnh Şırnak, Thổ Nhĩ Kỳ. Huyện có diện tích 468 km² và dân số thời điểm năm 2007 là 105651 người, mật độ 226 người/km².